# Newcastle (Australia)
Newcastle è una città dell'Australia sud-orientale, la seconda più popolosa dello Stato del Nuovo Galles del Sud. È situata a 160 km a nord di Sydney.
La popolazione dell'area metropolitana denominata Greater Newcastle, nel 2016, era di 322 278 abitanti. Il suo porto è uno dei maggiori al mondo per esportazione di carbone.

## Geografia fisica

### Territorio
Newcastle è situata sulla riva meridionale dell'estuario del fiume Hunter. L'area settentrionale della città è caratterizzata dalla presenza di dune di sabbia, acquitrini e numerosi canali fluviali. La cittadina di Stockton giace sulla riva opposta del fiume Hunter rispetto al centro di Newcastle, a cui è collegata tramite un servizio di traghetti.

### Clima
Newcastle gode di un clima subtropicale umido (Cfa), tipico della costa orientale australiana. Le precipitazioni sono più consistenti nel tardo autunno e all'inizio dell'inverno, mentre la seconda metà dell'anno è solitamente leggermente più secca. Le condizioni climatiche sono moderate dall'influenza dell'oceano Pacifico a est. Le estati sono per lo più calde e umide con occasionali periodi di estrema siccità ed elevate temperature dovuti all'influsso dei venti nordoccidentali, i quali possono alzare le temperature oltre i 40 °C. La più alta temperatura registrata a newcastle è stata di 42,5 °C, rilevati nel gennaio 2013 alla stazione meteorologica di Nobbys Head.

## Monumenti e luoghi d'interesse
- Municipio di Newcastle

## Società
Il gentilizio corretto per indicare gli abitanti di Newcastle è novocastriano ("Novocastrian" in inglese), derivato dal latino novus (nuovo) e castra (accampamento o fortezza).

### Evoluzione demografica
Quella di Newcastle è la seconda area metropolitana del Nuovo Galles del Sud per numero di abitanti.
Secondo il censimento del 2016 la popolazione dell'area metropolitana di Newcastle si attestava sulle 322 278 unità.

## Amministrazione
L'area metropolitana si estende su buona parte della zona di governo locale della città di Newcastle, su una buona porzione della zona di governo locale della città del Lago Macquarie e su parte della Baia delle Felci, un suburbio nel nord della municipalità di port Stephens.

## Infrastrutture e trasporti
La città è servita dall'Aeroporto di Newcastle, situato a 15 km a nord della città e utilizzato per voli domestici.

## Sport

### Calcio
Il massimo club calcistico cittadino è il Newcastle United Jets FC, che milita in A-League, il campionato di calcio dell'Australia.